# Pandanus linguiformis
Pandanus linguiformis är en enhjärtbladig växtart som beskrevs av Benjamin Clemens Masterman Stone. Pandanus linguiformis ingår i släktet Pandanus och familjen Pandanaceae. Inga underarter finns listade.